# Сардіс (Теннессі)
Сардіс (англ. Sardis) — місто (англ. town) в США, в окрузі Гендерсон штату Теннессі. Населення — 414 особи (2020).

## Географія
Сардіс розташований за координатами 35°26′34″ пн. ш. 88°17′30″ зх. д. / 35.44278° пн. ш. 88.29167° зх. д. (35.442710, -88.291802).  За даними Бюро перепису населення США в 2010 році місто мало площу 6,22 км², уся площа — суходіл.

## Демографія
Згідно з переписом 2010 року, у місті мешкала 381 особа в 175 домогосподарствах у складі 113 родин. Густота населення становила 61 особа/км².  Було 224 помешкання (36/км²).
Расовий склад населення:
| - 95,3 % — білих - 0,5 % — азіатів - 0,3 % — чорних або афроамериканців - 2,4 % — осіб інших рас |

До двох чи більше рас належало 1,6 %. Частка іспаномовних становила 5,5 % від усіх жителів.
За віковим діапазоном населення розподілялося таким чином: 20,7 % — особи молодші 18 років, 57,5 % — особи у віці 18—64 років, 21,8 % — особи у віці 65 років та старші. Медіана віку мешканця становила 47,3 року. На 100 осіб жіночої статі у місті припадало 81,4 чоловіків;  на 100 жінок у віці від 18 років та старших — 86,4 чоловіків також старших 18 років.
Середній дохід на одне домашнє господарство  становив 45 409 доларів США (медіана — 27 102), а середній дохід на одну сім'ю — 54 566 доларів (медіана — 50 625). Медіана доходів становила 43 063 долари для чоловіків та 36 250 доларів для жінок. За межею бідності перебувало 20,9 % осіб, у тому числі 39,0 % дітей у віці до 18 років та 5,4 % осіб у віці 65 років та старших.
Цивільне працевлаштоване населення становило 179 осіб. Основні галузі зайнятості: освіта, охорона здоров'я та соціальна допомога — 26,8 %, виробництво — 24,6 %, транспорт — 19,0 %.